# Dosimat

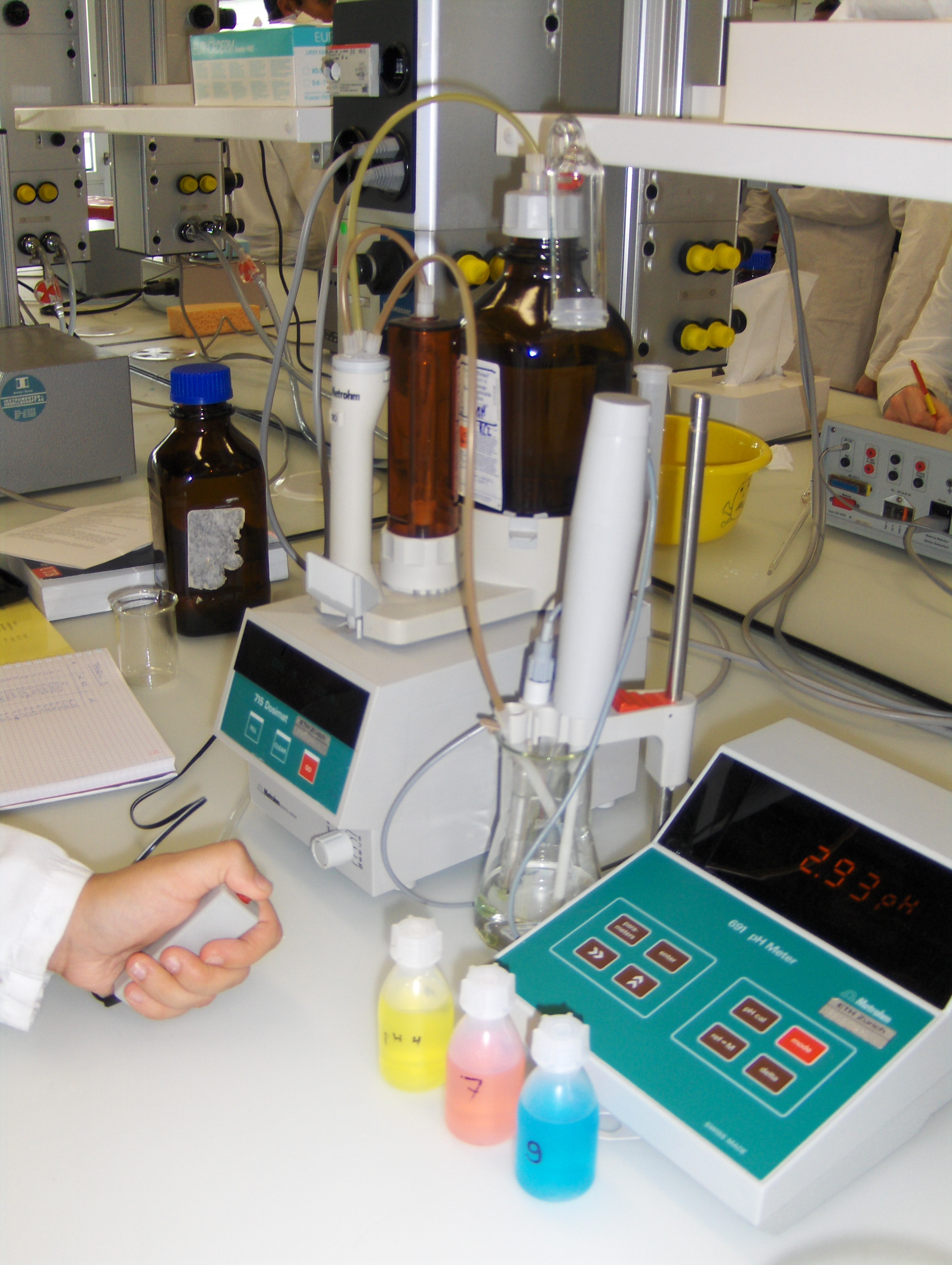
pH-Meter (rechts) und Dosimat (links): der Dosimat wird über einen elektrischen Handkontakt bedient

Der Dosimat (Marke der Firma Metrohm) ist eine Art automatische Bürette, mit welchem bei Titrationen genaue Mengen an Titrationslösung zugegeben werden können. Das Gerät ist manuell bedienbar oder computergesteuert. Es besteht aus einer (austauschbaren) Wechseleinheit, die verschiedene Titrationsmittel enthalten kann, und der Flasche mit dem Titrationsmittel – beide sind über Schläuche verbunden. Dosiert wird über einem Handkontakt bzw. über ein elektronisch gesteuertes Ventil; das Titrationsmittel wird direkt in die zu titrierende Lösung getropft.